# Do As Infinity
Do As Infinity(ドゥ・アズ・インフィニティ)는 1999년 9월 29일에 첫 싱글 〈Tangerine Dream〉으로 데뷔한 일본의 인기있는 밴드이다. 이 밴드의 이름은 기타리스트이자 작곡가인 나가오 다이의 영어 첫글자(DAI Nagao)를 따서 만들어졌다.
그들은 2005년 9월 28일 싱글앨범 모음집인 《Do The A-Side》를 발매하고, 2005년 9월 29일 해체하였다. 해체후, 6년 동안의 활동을 정리한 마지막 앨범으로 5장의 음악cd와 1장의 Special DVD 로 구성된《Do the box》를 발매하였다. 그들은 6년 동안 활동하며 6개의 앨범, 20개의 싱글, 7개의 컴필레이션 앨범과 8개의 라이브 DVD를 발매하였다.
이후 반 도미코는 솔로 활동을, 오와타리 료는 미사일 이노베이션에서 활동을 하였다.
2008년에 접어들어 재결성을 발표, 이후 해체한 지 꼭 3년이 되는 2008년 9월 29일부터 활동을 재개하여 2009년 6월 17일에 부활 기념 싱글이자 21번째 싱글인 《∞1 (Infinity 1, Infinity Icchi)》를 발매했다. 9월 30일에는 4년 만이자 7번째 정규 음반인 《ETERNAL FLAME》을 발매하였다. 이어 2010년 6월 16일에는 2010년 두 번째 싱글 《Infinity2 (∞2)》를 발표하였다.

## 멤버
- 반 도미코(伴 都美子) - 작사, 보컬
- 오와타리 료 (大渡 亮) - 작사, 기타, 보컬
- 나가오 다이 (長尾 大) - 작곡, 기타

## 레코드 목록

### CD

#### 싱글
- 01. Tangerine Dream (1999년 9월 29일 발매)【AVCD-30056】
- 02. Heart (1999년 12월 8일 발매)【AVCD-30062】
- 03. Oasis (2000년 1월 26일 발매)【AVCD-30079】
- 04. Yesterday & Today (2000년 2월 23일 발매)【AVCD-30095】
- 05. rumble fish (2000년 8월 2일 발매)【AVCD-30134】
- 06. We Are. (2000년 11월 29일 발매)【AVCD-30168】
- 07. Desire (2001년 1월 24일 발매)【AVCD-30192】
- 08. 遠くまで (2001년 4월 25일 발매)【AVCD-30241】
- 09. Week! (2001년 5월 30일 발매)【AVCD-30244】
- 10. 深い森 (2001년 6월 27일 발매)【AVCD-30246】
- 11. 冒険者たち (2001년 9월 5일 발매)【AVCD-30269】
- 12. 陽のあたる坂道 (2002년 2월 27일 발매)【AVCD-30334】
- 13. under the sun / under the moon (2002년 7월 31일 발매)【AVCD-30359】
- 14. 真実の詩 (2002년 10월 30일 발매)【AVCD-30391】
- 15. 魔法の言葉～Would you marry me?～ (2003년 6월 11일 발매) CD【AVCD-30489】CD + DVD【AVCD-30490】
- 16. 本日ハ晴天ナリ (2003년 9월 25일 발매) CD【AVCD-30509】CD + DVD【AVCD-30510】
- 17. 柊 (2003년 11월 6일 발매) CD【AVCD-30520】CD + DVD 【AVCD-30519】
- 18. 楽園 (2004년 12월 15일 발매) CD【AVCD-30647】CD + DVD【AVCD-30646】
- 19. For The Future (2005년 1월 19일 발매) CD【AVCD-30675】CD + DVD【AVCD-30674】
- 20. TAO (2005년 7월 27일 발매) CD【AVCD-30767】CD + DVD【AVCD-30766】
- 21. ∞1 (2009년 6월 17일 발매) CD【AVCD-31667】
- 22. 君がいない未来 (2010년 1월 22일 발매) CD【AVCD-31810】CD + DVD【AVCD-31809/B】
- 23. ∞2 (2010년 6월 16일 발매) CD【AVCD-31843】
- 24. 誓い 2011년 7월 27일) CD【AVCD-31923】
- 25. アリアドネの糸 (2011년 9월 7일) CD【AVCD-48158】
- 26. 黄昏 (2011년 11월 16일) CD【AVCD-48250】
- 27. Mysterious Magic (2014년 12월 10일) CD【AVCD-83134】CD + DVD【AVCD-83133/B】
- 28. 2 of US (2015년 10월 21일 ~ 2016년 2월 3일)
- 29. ハレルヤ/エレジー (2016년 7월 7일) CD【AVCD-83603】
- 30. Alive/Iron Hornet (2017년 6월 28일) CD【AVCD-83876】 CD + DVD【AVCD-83875/B】
- 31. To Know You (2017년 9월 27일) CD【AVCD-83918】 CD + DVD【AVCD-83917/B】
- 32. 化身の獣 (2017년 12월 6일) CD【AVCD-83950】 CD + DVD【AVCD-83949/B】

#### 앨범
```
- 1~9집 앨범명을 잘 살펴보면 이전 앨범명의 끝 글자가 다음 앨범명의 첫 글자와 같다.
```

- BREAK OF DAWN (2000년 3월 23일 발매)【AVCD-11804】
- NEW WORLD (2001년 2월 21일 발매)【AVCD-11880】
- DEEP FOREST (2001년 9월 19일 발매)【AVCD-11981】
- Do The Best(CD) (2002년 3월 20일 발매)【AVCD-17110】
- TRUE SONG (2002년 12월 26일 발매)【AVCD-17205】
- Do The Live (2003년 3월 12일 발매)【AVCD-17275】
- GATES OF HEAVEN (2003년 11월 27일 발매)【AVCD-17358】
- Do As Infinity LIVE IN JAPAN (2004년 3월 31일 발매)【AVCD-17414】
- Do The Best(CD+DVD) (2004년 3월 31일 발매)【AVCD-17429】
- Do The B-Side (2004년 9월 23일 발매)【AVCD-17546】
- NEED YOUR LOVE (2005년 2월 16일 발매) Van T셔츠 동봉판【AVCD-17618】Ryo T셔츠 동봉판【AVCD-17619】통상반【AVCD-17621】CD + DVD【AVCD-17620】
- Do The Final (2006년 3월 15일 발매)【AVCD-17906～8】
- Do The BOX (2006년 3월 15일 발매)【AVCD-17911～6】
- Do The Best "Great Supporters Selection" (2006년 3월 15일 발매)【AVCD-17940～1】
- Instrumental Collection - Minus V (2006년 3월 15일 발매)【AVCD-17942】
- Do The A-Side [20개 싱글 베스트] (2005년 9월 28일 발매) 통상판【AVCD-17762～3】CD + DVD【AVCD-17760～1】
- ETERNAL FRAME (2009년 9월 30일 발매) 【AVCD-23923】
- EIGHT (2011년 1월 19일발매) 통상판【AVCD-38140】CD + DVD【AVCD-38139】
- TIME MACHINE (2012년 2월 29일) 통상판【AVCD-38414】CD + DVD【AVCD-38413】
- Do As Infinity X (2012년 10월 10일) 통상판【AVCD-38557】CD + DVD【AVCD-38556】
- The Best of Do As Infinity (2014년 1월 1일)【AVCD-38821-22】CD + DVD【AVCD-38819-20/B】
- BRAND NEW DAYS (2015년 2월 25일) CD【AVCD-93071】CD + DVD【AVCD-93070/B】
- ALIVE (2018년 2월 28일) CD【AVCD-93825】CD + DVD【AVCD-93823/B】CD + Blu-ray 【AVCD-93824】

### Blulay·DVD · VHS
- 9 (2001년 3월 7일 발매) VHS【AVVD-90097】DVD【AVBD-91043】
- 遠くまで (2001년 4월 25일 발매) DVD【AVBD-91055】
- 5 (2001년 9월 27일 발매) VHS【AVVD-90131】DVD【AVBD-91075】
- Do As Infinity LIVE TOUR 2001 ～DEEP FOREST～ (2002년 3월 20일 발매) DVD【AVBD-91280】
- THE CLIP SELECTION (2002년 12월 11일 발매) DVD【AVBD-91132】
- 真実の詩 (2002년 12월 26일 발매) DVD【AVBD-91122】
- 8 (2004년 1월 7일 발매) DVD【AVBD-91169】
- Do As Infinity LIVE IN JAPAN (2004년 3월 31일 발매) DVD【AVBD-91309】
- Do As Infinity LIVE YEAR 2004 (2006년 3월 1일 발매) DVD【AVBD-91382】
- Do As Infinity -Final- (2006년 3월 15일 발매) DVD【AVBD-91396】
- Do As Infinity 3rd ANNIVERSARY SPECIAL LIVE (2006년 9월 20일) DVD【AVBD-91429】
- Do As Infinity -Premier- (2006년 9월 20일) DVD【AVBD-91430】
- Do As Infinity -Final- (2DVD) (2007년 12월 5일) DVD【AVBD-91508】
- Do As Infinity FREE LIVE -FREE SOUL! FREE SPIRITS!- (2009년 2월 18일) DVD【AVBD-91587】
- Do The Clips (2009년 2월 18일) DVD【AVBD-91586】
- Do As Infinity “ETERNAL FLAME” ～10th Anniversary～ in Nippon Budokan (2010년 5월 5일) DVD【AVBD-91758】
- Do As Infinity 13th Anniversary-Dive At It Limited Live 2012- (2013년 2월 13일) DVD【AVBD-91982】BD【AVBD-91670】

BD + CD(DVD)【AVBD-91669】
- Do As Infinity 14th Anniversary ~Dive At It Limited Live 2013~ (2014년 3월 12일) BD【AVXD-91694】 DVD【AVBD-92067~8】 CD【AVCD-38922~3】
- Do As Infinity 15th Anniversary ~Dive At It Limited Live 2014~ (2015년 1월 21일) BD【AVXD-92187】 DVD【AVXD-92185~6】
- Do As Infinity Acoustic Tour 2016 -2 of US- Live Documentary Film (2016년 10월 5일) DVD + CD 【AVBD-92369~70】 BD + CD【AVXD-92371】